# Syzeuctus conformis
Syzeuctus conformis är en stekelart som beskrevs av Dali Chandra 1976. Syzeuctus conformis ingår i släktet Syzeuctus och familjen brokparasitsteklar. Inga underarter finns listade i Catalogue of Life.